# Anka Grupińska
Anka Grupińska, również Hanka Grupińska, właściwie Anna Dorota Grupińska z domu Jakubowska (ur. 9 listopada 1956 w Koszalinie) – polska publicystka, dziennikarka, pisarka zajmująca się tematyką żydowską.

## Życiorys
Ukończyła filologię angielską na Uniwersytecie im. Adama Mickiewicza w Poznaniu. W latach 80 XX w. współpracowała z pismami podziemnymi (Czas Kultury, Czas). W okresie 1991–1993 pracowała w Ataszacie kulturalnym Ambasady RP w Tel Awiwie.
W 2008 roku została przez prezydenta Lecha Kaczyńskiego odznaczona Krzyżem Kawalerskim Orderu Odrodzenia Polski. Pisarka odmówiła przyjęcia orderu.
Była żoną Rafała Grupińskiego.

## Publikacje
- 1991 – Po kole. Rozmowy z żydowskimi żołnierzami (Wydawnictwa „Alfa”, Warszawa, 1991 r., ISBN 83-7001-475-5)
- 1999 – Najtrudniej jest spotkać Lilit: Opowieści chasydek („Twój Styl”, Warszawa, 1999 r.)
- 2000 – Ciągle po kole: rozmowy z żołnierzami Getta Warszawskiego („Twój Styl”, Warszawa, 2000 r., ISBN 83-7163-187-1)
- 2003 – Odczytanie listy: opowieści o powstańcach żydowskich (Wyd. Literackie, Kraków, 2003 r., ISBN 83-08-03314-8)
- 2006 – Das Warschauer Getto II. Ghetto di Varsavia. Getto Warszawskie. Wersja niemiecko-włoska, autorzy: Anka Grupińska, Paweł Szapiro i inni (Wyd. Parma Press 2006) ISBN 83-89157-55-1.
- 2011 – Buntownicy. Polskie lata 70. i 80., autorki: Anka Grupińska, Joanna Wawrzyniak (Świat Książki)
- 2013 – 12 opowieści żydowskich (Wyd. Czarne, 2013)
- 2023 – 18 opowieści żydowskich tom 2 (Wydawnictwo Wielka Litera, 2023)

W 2015 roku ukazała się książka o jej pisarstwie: Niezależna. Próby o Ance Grupińskiej pod redakcją Jagody Budzik i Beaty Koper.